# Placenta previa
Placenta previa ili predležeća posteljica je položaj posteljice gdje se ona nalazi vrlo blizu ušća vrata maternice, ili ga pokriva djelomično ili potpuno. Placenta previa nije bolest posteljice, već se radi samo o nepovoljnom položaju posteljice.
Kod rane trudnoće normalna je pojava nisko ležeće posteljice, ali kako trudnoća napreduje i maternica raste, posteljica se u većini slučajeva pomiče prema gore. Čak i kad se ne pomiče prema gore, nije uobičajeno da to uzrokuje neke probleme.
Rizik pojave predležeće posteljice veći je kod žena koje su imale različita oštećenja stjenke maternice u prethodnim trudnoćama, koje su rodile carskim rezom, imale operacije maternice ili pobačaje. Vjerojatnost pojave predležeće posteljice također može povisiti potreba za većom površinom posteljice zbog djetetove povećane potrebe za kisikom ili hranjivim tvarima (npr. zbog  pušenja ili višeplodne trudnoće).
Vrste placente previe:
- marginalna ili rubna predležeća posteljica – rub posteljice je vrlo blizu ušću vrata maternice. Rubna predležeća posteljica predstavlja visoki rizik krvarenja tijekom porod. Moguć je vaginalni porod, ali se porod obično dovršava carskim rezom.
- parcijalna ili djelomična predležeća posteljica – posteljica djelomično pokriva ušće vrata maternice. Vaginalni porod će vjerojatno rezultirati krvarenjem jer je posteljica oštećena zbog djetetovog pritiska.
- totalna ili potpuna predležeća posteljica – posteljica potpuno pokriva ušće vrata maternice. Porod se mora obaviti carskim rezom.[2]

## Znakovi i simptomi placente previje
Predležeća posteljica nije česta. U svijetu se prosječno pojavljuje na svakih 200 trudnoća.
Uobičajen je znak predležeće posteljice bezbolno krvarenje, obično prije 28. tjedna trudnoće, ali najčešće između 34. i 38. tjedna. Iako se procjenjuje da između 7% i 30% žena s niskim sijelom posteljice ne krvare do poroda. Zbog toga što im posteljica "blokira" put, bebe se obično ne spuštaju u porodni kanal kao znak pripreme za porod.
Kod žena koje nemaju nikakvih simptoma, predležeća posteljica se može otkriti tijekom rutinskog ultrazvuka ili se uopće ne mora otkriti do samog poroda.
Kad je prisutno krvarenje i sumnja se na predležeću posteljicu, dijagnoza se obično potvrđuje ultrazvukom.
Najveći rizik za dijete je prijevremeni porod. Dijete je također izloženo visokom riziku zastoja u razvoju, jer posteljica ne može osigurati dovoljno hranjivih tvari potrebnih za razvoj djeteta.
Žena s dijagnosticiranom predležećom posteljicom treba se odreći spolnih odnosa. Vaginalni pregledi također mogu uzrokovati krvarenje.

## Postupak u slučaju placente previje
Zbog činjenice da se nisko ležeća posteljica obično sama pomjeri naviše do 20. tjedna trudnoće takvo stanje ne zahtijeva nikakav poseban tretman. Nakon 20. tjedna trudnoće ženu koja nema nikakvih simptoma obično se upozorava da se što više odmara u krevetu. Kada se pojavi krvarenje, trudnica se obavezno hospitalizira kako bi se moglo ocijeniti stanje majke i djeteta, i ako je potrebno stabilizirati stanje. To uključuje strogo mirovanje, stalni nadzor, unošenje nadomjestaka vitamina C i željeza, transfuziju krvi ako je potrebna, dok dijete nije dovoljno razvijeno za porod. Ponekad se trudnicu može poslati na kućno mirovanje ako nije krvarila tjedan dana, živi u blizini rodilišta i može organizirati prisustvo osobe koja će biti s njom cijelo vrijeme.
Cilj je održati trudnoću do barem 36. tjedna trudnoće. U tom trenutku, ako test pokaže da su pluća zrela, dijete se može poroditi carskim rezom kako bi se reducirao rizik krvarenja. Naravno, ako su prije tog vremena majka i/ili dijete ugroženi krvarenjem, porod se ne smije odgađati, čak i ako to znači prijevremeni porod. Zahvaljujući stručnom znanju neonatologa, većini djece će biti bolje ako su priključeni na aparate za održavanje životnih funkcija, nego unutar maternice gdje ih opskrbljuje posteljica koja krvari.
Skoro 3 od 4 trudnice koje imaju dijagnosticiranu predležeću posteljicu svoj porod će morati završiti carskim rezom. Ako predležeća posteljica nije otkrivena prije poroda, krvarenje je slabo, posteljica ne blokira ušće maternice, može se pokušati nastaviti s vaginalnim porodom. U oba slučaja, rezultati su obično dobri; iako je predležeća posteljica nekad predstavljala ozbiljnu prijetnju, skoro 99% majki uspješno završe trudnoću.